# Nauru nos Jogos Olímpicos de Verão da Juventude de 2010
Nauru participou dos Jogos Olímpicos de Verão da Juventude de 2010 em Singapura. Sua delegação foi composta de quatro atletas que competiram em três esportes. Nauru conquistou uma medalha de prata, sua primeira medalha olímpica, obtida pelo jovem Dj Maaki, no boxe categoria peso mosca.

## Medalhistas
| Medalha | Nome     | Esporte | Evento     | Data         |
| ------- | -------- | ------- | ---------- | ------------ |
| Prata   | Dj Maaki | Boxe    | Peso mosca | 25 de agosto |

## Atletismo
| Evento         | Atleta            | Qualificação | Qualificação | Final      | Final        |
| Evento         | Atleta            | Resultado    | Posição      | Resultado  | Posição      |
| -------------- | ----------------- | ------------ | ------------ | ---------- | ------------ |
| 100 m feminino | Lovelite Detenamo | 13.04        | 21º (5º q4)  | Não largou | 7º (Final C) |
| 200 m feminino | Thrixeena Akua    | 30.27        | 18º (6º q2)  | 30.08      | 3º (Final C) |

## Boxe
| Atleta   | Evento             | Preliminares | Semifinais                   | Final                                | Pos. final       |
| -------- | ------------------ | ------------ | ---------------------------- | ------------------------------------ | ---------------- |
| Dj Maaki | Peso mosca (51 kg) | Sem oponente | GRN Kandel Dowden V PTS +5-5 | PUR Emmanuel Rodriguez D RSC R3 1:34 | Medalha de prata |

## Halterofilismo
| Evento              | Atleta            | Peso corporal (kg) | Arranque (kg) | Arranque (kg) | Arranque (kg) | Arranque (kg) | Arremesso (kg) | Arremesso (kg) | Arremesso (kg) | Arremesso (kg) | Total (kg) | Pos. final |
| Evento              | Atleta            | Peso corporal (kg) | 1             | 2             | 3             | Res.          | 1              | 2              | 3              | Res.           | Total (kg) | Pos. final |
| ------------------- | ----------------- | ------------------ | ------------- | ------------- | ------------- | ------------- | -------------- | -------------- | -------------- | -------------- | ---------- | ---------- |
| Até 56 kg masculino | Elson Brechtefeld | 55.56              | 87            | 92            | 92            | 92            | 113            | 117            | 117            | 117            | 209        | 9º         |